# Brian Robbins

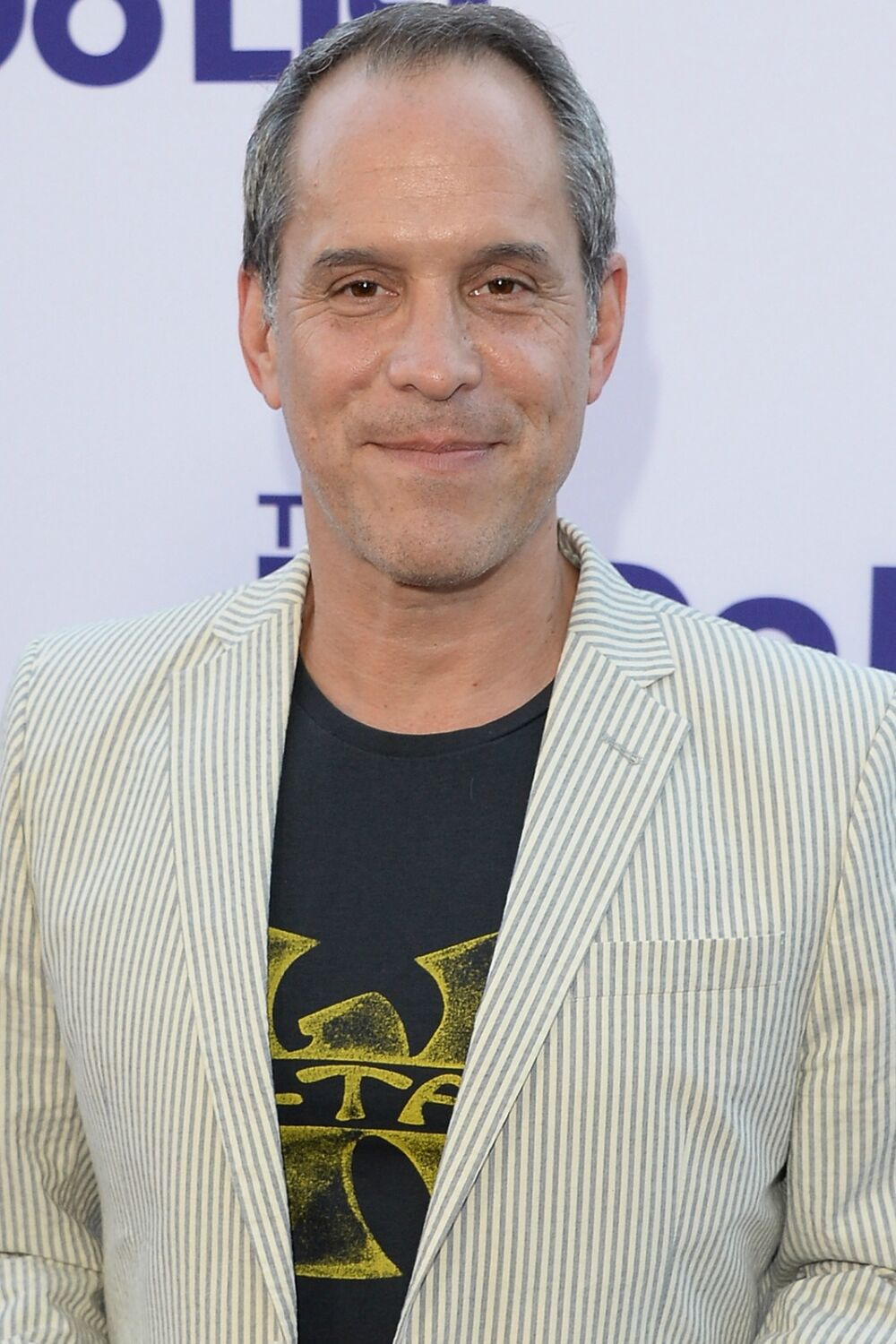
Brian Robbins (2023)

Brian Robbins, eigentlich Brian Levine (* 22. November 1963 in Brooklyn, New York City), ist ein US-amerikanischer Filmproduzent und Regisseur. Im Oktober 2018 wurde Robbins zum Präsidenten des Senders und Animationsstudios Nickelodeon ernannt.

## Leben
Robbins begann seine Filmkarriere zunächst als Schauspieler. Eine seiner ersten Rollen hatte er in der Fernsehserie Cagney & Lacey. Da ihm seine Schauspielkarriere keinen Erfolg versprach, beendete er diese 1993. Seither ist er als Produzent und Regisseur tätig. Bekannt wurde er u. a. als Regisseur von Filmen wie Hardball oder Voll gepunktet. Brian Robbins ist Produzent diverser Fernsehserien, z. B. Smallville oder One Tree Hill, sowie mehrerer Filme. Er war für einige Filmpreise wie den Emmy Award (1995) nominiert und hat den Directors Guild of America Award (1998) gewonnen. Mit seinem Spielfilm Norbit war er zudem für die Goldene Himbeere 2008 nominiert. Seit dem 1999 veröffentlichten Film Varsity Blues arbeitet er regelmäßig mit dem Filmeditor Ned Bastille zusammen.
Im Jahr 2022 wurde er in die Academy of Motion Picture Arts and Sciences (AMPAS) berufen, die alljährlich die Oscars vergibt.
Robbins ist verheiratet und hat zwei Kinder.

## Filmografie (Auswahl)
Als Regisseur
- 1995: The Show (Dokumentarfilm)
- 1997: Good Burger – Die total verrückte Burger-Bude (Good Burger)
- 1999: Varsity Blues
- 2000: Ready to Rumble
- 2001: Hardball
- 2004: Voll gepunktet (The Perfect Score)
- 2006: Shaggy Dog – Hör mal, wer da bellt (The Shaggy Dog)
- 2007: Norbit
- 2008: Mensch, Dave! (Meet Dave)
- 2012: Noch tausend Worte (A Thousand Words)

Als Produzent
- 1995: The Show (Dokumentarfilm)
- 1997: Good Burger – Die total verrückte Burger-Bude (Good Burger)
- 1999: Varsity Blues
- 2001: Summer Catch
- 2001: Hardball
- 2002: Lügen haben kurze Beine (Big Fat Liar)
- 2003: Sie nennen ihn Radio (Radio)
- 2004: Voll gepunktet (The Perfect Score)
- 2005: Coach Carter
- 2005: Dreamer – Ein Traum wird wahr (Dreamer)
- 2007: Born to be Wild – Saumäßig unterwegs (Wild Hogs)
- 2012: Noch tausend Worte (A Thousand Words)
- 2013: Die To-Do Liste (The To Do List)
- 2014: Expelled
- 2015: Genie in a Bikini (Fernsehfilm)
- 2016: Shovel Buddies
- 2017: Wenn du stirbst, zieht dein ganzes Leben an dir vorbei, sagen sie (Before I Fall)
- 2017: You Get Me
- 2018: Unersetzlich (Irreplaceble You)